# Ball der Sterne

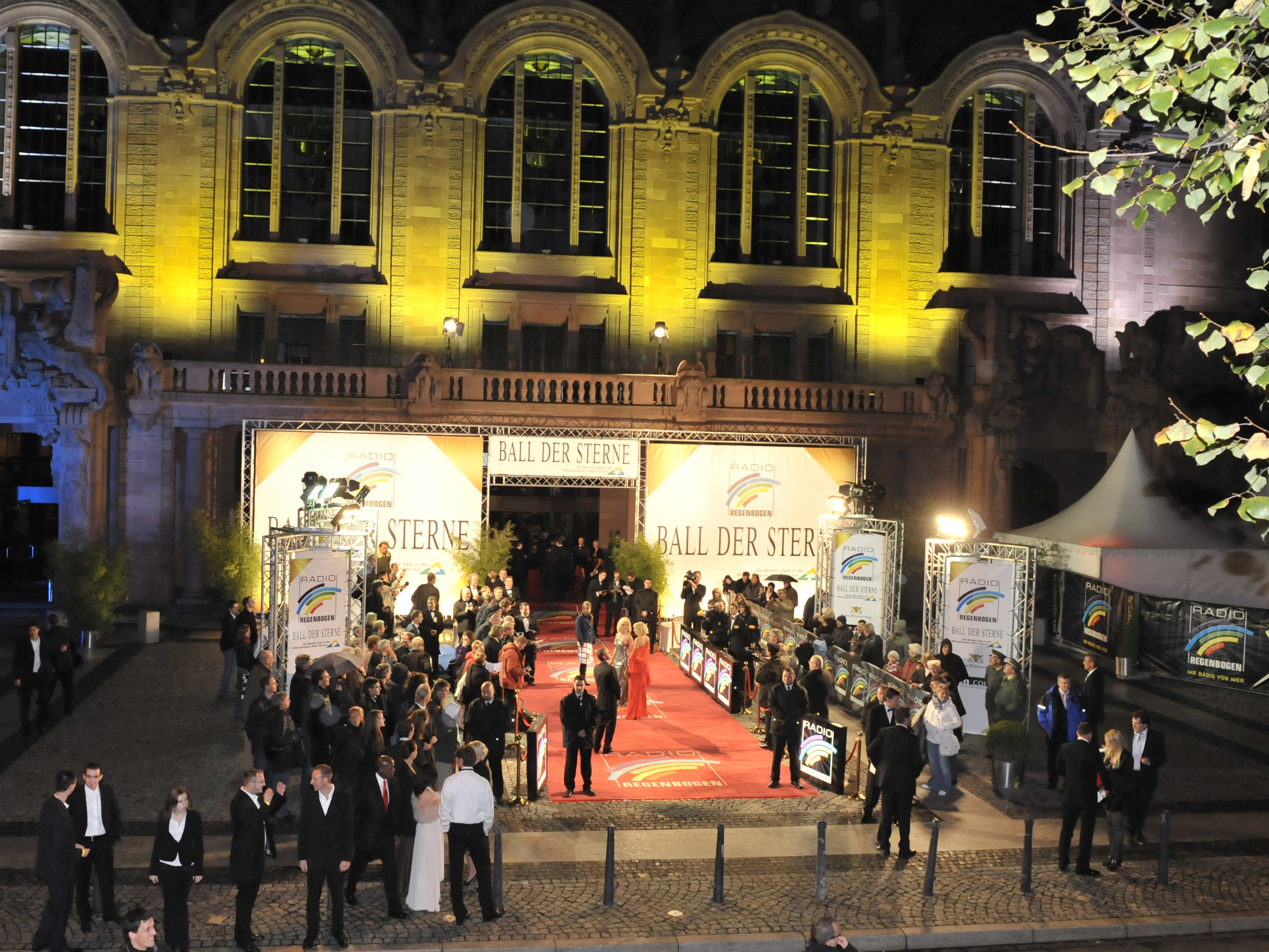
Der Ball der Sterne 2009

Der Ball der Sterne war eine Benefizgala des privaten Rundfunksenders Radio Regenbogen im Mannheimer Rosengarten.

## Geschichte
Die Idee zum „Ball der Sterne“ entwickelte sich im Jahr 1990. Seit dem ersten „Ball der Sterne“ 1990 führte die gesellschaftliche Veranstaltung im Südwesten Deutschlands einmal jährlich im Oktober rund zweieinhalbtausend Menschen zugunsten wohltätiger Organisationen in einem stilvollen Ambiente zusammen. Seit dem Jahr 2006 wurde das Ereignis auch zeitnah im Internet präsentiert.
Die Namensgeber des Balls waren eine Riege an Küchenchefs von Sternerestaurants. Unter anderem kochten Paul Bocuse, Harald Wohlfahrt, Johann Lafer, Peter Nöthel oder Manfred Schwarz für die Gäste. Die Erlöse des Balls, bei dem auch internationale Topstars der Musikszene auftreten, kommen gemeinnützigen Institutionen aus dem Rhein-Neckar-Raum und dem Kuratorium ZNS – Hannelore Kohl Stiftung zugute. So flossen die Einnahmen des Jubiläumsballs 2009 an das Hospiz Agape.
2010 ging der Ball der Sterne in der Spendengala A Helping Hand auf, die unter der Schirmherrschaft von Stephanie zu Guttenberg stand. Diese Veranstaltung wurde nach 2011 wegen der hohen Mietkosten im Rosengarten nicht fortgeführt.

## Die Top-Stars
Beim „Ball der Sterne“ standen unter anderem folgende Top-Stars auf der Bühne:
- Juliette Gréco
- Robin Gibb
- Gilbert Becaud
- Bonnie Tyler
- Chris de Burgh
- Gloria Gaynor
- Harald Juhnke
- Harry Belafonte
- Joe Cocker
- Julia Migenes
- Patricia Kaas
- Ray Charles
- Roger Hodgson
- Udo Jürgens